# Ono (Hyōgo)
Ono (jap. 小野市 -shi) ist eine Stadt in der Präfektur Hyōgo in Japan.

## Geographie
Ono liegt nördlich von Kōbe.

## Geschichte
Die Stadt Ono wurde am 1. Dezember 1954 aus den ehemaligen Gemeinden Ono, Ichiba, Kawai, Shimotojo, Raiju und Obu gegründet.

## Verkehr
- Straße
  - Sanyo-Autobahn
  - Nationalstraße 175,372
- Zug
  - JR-Kakogawa-Linie: nach Kakogawa

## Städtepartnerschaften
- Lindsay, USA

## Angrenzende Städte und Gemeinden
- Miki
- Katō
- Kakogawa
- Kasai

## Söhne und Töchter der Stadt
- Keiko Nogami (* 1985), Leichtathletin
- Yuriko Kobayashi (* 1988), Leichtathletin
- Nozomi Tanaka (* 1999), Leichtathletin